# Konami 8080 Based Hardware
Konami 8080 Based Hardware es una placa de arcade creada por Konami destinada a los salones arcade.

## Descripción
El Konami 8080 Based Hardware fue lanzada por Konami en 1987.
Posee un procesador 8080 y un procesador de sonido SN76477 manejando los  chips de audio Yamaha 2151 + 3012, UPD7759C y el Chip de Konami 007232.
En esta placa funcionaron 3 títulos, de los primeros que lanzó Konami.

## Especificaciones técnicas

### Procesador
- 8080

### Audio
- SN76477

### Video
- 256x224

## Lista de videojuegos
- Space King
- Space King 2
- Space War